# 華と修羅
『華と修羅』（はなとしゅら）は、原作：谷本和弘、漫画：井上紀良による日本の漫画作品。『週刊ヤングジャンプ』（集英社）にて、2010年29号から2011年31号まで連載された。また、2011年33号には、本編の後の話を描いた特別篇が掲載された。2011年4月現在、単行本は全5巻。キャッチコピーは「大正ゴシック・サーガ」。

## あらすじ
時は大正時代。華族・唐房家の当主・唐房毅は、3人の息子のいずれかに家督を譲ることを発表する。家督を巡り、3人の息子は互いに争い合う。

## 登場人物

### 唐房家
唐房慎太郎（からふさ しんたろう）
主人公。20歳。毅の三男で妾腹。唐房家の使用人やその子供達からは人望が厚いが理想主義者的な部分があり、華族の存在意義に疑念を抱き、いずれはその存在を廃止すべきと考えている。紆余曲折の後、唐房家の当主となり、父から教育産業を引き継ぎ、関東大震災、第二次世界大戦、華族制度廃止と様々な激動の時期を経た後も、教育産業で日本を支え続けた。特別篇のラストにおいて、2011年の東北地方太平洋沖地震のニュースを多くの子供たちと共に聞いている109歳の慎太郎の姿が描かれた。
唐房毅（からふさ こわし）
唐房家の現当主。日露戦争の時には戦功を上げ、唐房家の繁栄の礎を築いた。3人の息子がおり、彼らの中から次期当主を選ぶことを明言する。何者かに毒を盛られ、重体になる。還暦を迎える日に当主の座を退くと世間に発表し、評議員5人の内、3人の推薦状を得た者を次期当主とすることも定めた。慎太郎が当主となった時、病をおしてお披露目に参加し、自身の体の変調にためらう慎太郎に、挨拶を行うのが当主の務めと諭して力尽きた。
唐房新（からふさ あらた）
毅の長男。25歳。眼鏡をかけ、オールバック姿の整った顔立ちとは裏腹に、知略と行動力に長けた策略家としての顔も持っており、日本の政財界を牛耳る野望を持つ大野心家。氷野によると、毅の実子ではなく、後に九鬼男爵の子であることが判明する。恫喝などで多くの人々を弄んだが、百合子が無理心中を図った時、崖下に転落。一命は取り留めたものの脊髄の損傷により四肢が動かなくなり、寝たきりとなる。
唐房美彦（からふさ よしひこ）
毅の次男。22歳。醜く太った肥満体形で、極めて自己中心的かつ我侭な性格で悪辣な言動が多い、金欲と色欲にまみれた暗愚な男。推薦状欲しさに平賀（後述）を抱き込もうとするが、新の策略によって嵌められてしまい、逆上した末に平賀を斬り付け、警察に逮捕され唐房家を追放される。
唐房清音（からふさ きよね）
毅の正妻。新と美彦の母。

### その他
貴島百合子（きじま ゆりこ）
貴島家のお嬢様。慎太郎に想いを寄せる。ある日、火事に巻き込まれ（美彦のタバコの不始末が出火原因）消息をくらましたが、新と真知子に助け出されていた。新は慎太郎に古市から推薦状を貰うことを辞退させるために百合子を慎太郎に会わせるが、火傷を負っており、慎太郎と過ごした日々が辛く思い出されるため、慎太郎を寄せ付けなかった。しかし、慎太郎が百合子の真意を見抜いた時、新と共に崖下に飛び降り、奇跡的に軽傷で済んだ。病院に搬送された際もう一度慎太郎と会うが、慎太郎がわざと自分の目を傷つけ失明したのを見て、心を開き、慎太郎の妻となる。
貴島隆三（きじま りゅうぞう）
貴島家当主。百合子の父。爵位は子爵。百合子を唐房家との政略結婚に利用する。
タエ
唐房家の女中を務めていた老女。慎太郎の実の母親。唐房家に押し入った暴漢によって殺される。
荒井真知子（あらい まちこ）
唐房家の女中。慎太郎に恋心を抱いており、その心情を新に利用される。
最終回で半身不随となった新の世話をしており、特別編でもその様子が描かれている。
喬子（きょうこ）
唐房家の女中。美彦の妾。美彦を当主にすることで自らの地位を確立するべく、美彦のサポート役に回る。故郷に家族がおり、その存在をネタに脅されたため（最も喬子自身も、美彦に愛想が尽いていたので、あっさりと寝返った模様）、最終的に新について美彦の追い落としに一役買う。
真壁司（まかべ つかさ）
48歳。唐房家の財政を管理しているスキンヘッドの男。慎太郎に爵位への立候補を勧める。唐房家の次期当主を決める評議員の1人。俊充という恋人（つまり真壁は同性愛者である）がいるが、その存在を新に知られて人質にとられたため、新へ推薦状を渡した。
氷野（ひの）
唐房家の執事頭。毅の妻・清音が唐房家に嫁ぐ前から執事として仕えており、清音と共に唐房家へやってきた。清音の幸せを望むがゆえに毅に毒を盛ったことを慎太郎に告白し、自決する。
平賀正己（ひらが まさみ）
52歳。唐房家の次期当主を決める評議員の1人。当初は新が毅の長男と考え、新を次期当主に推していた。推薦状の争奪戦があった時、接近してきた美彦を一度は懐疑的に思うも、ゆくゆくは利用するために結託。しかし、新の策略によってその場で逆上した美彦によって斬りつけられ、重傷を負う。このため、美彦に宛てた推薦状は無効となった。
古市虎雄（ふるいち とらお）
男爵。通称：寅爺（とらじい）。唐房家の次期当主を決める評議員の1人で評議員の筆頭。
関薫（せき かおる）
男爵。かつてはフランス軍の航空部隊に所属しており、第一次世界大戦時にはドイツの戦闘機を6機撃墜し、その功績からフランス政府から「レジオン・ドヌール勲章」を授与された輝かしい経歴の持ち主。先立たれた妻・なつの名前をつけた飛行機「なつ鳥号」を所有している。唐房家の次期当主を決める評議員の1人。慎太郎が彼の飛行機への愛着を確認した時、慎太郎の助言に従い、航空産業を興すために有力者を募るが新の妨害で頓挫する。新が大金を用意したため、一時は推薦状を新に渡すが「新が自分を裏切る」と予想しており、わざと推薦状に名前を半端に書いていた。この事を知った新が報復として執事の倉田に燃料に細工をするように命じたため、乗っていた飛行機が墜落。重傷を負うが一命は取り留め、最終的に慎太郎に推薦状を渡した。
九鬼（くき）
男爵。清音のかつての愛人かつ新の実父であるが、その事実ゆえに唐房家を追放され姿を消していた。慎太郎に推薦状を渡そうとするも、再会した清音に撃たれ、逆上して清音を絞め殺そうとするが、九鬼のみ死去する。

## 用語
唐房家（からふさけ）
華族。爵位は侯爵。代々徳川将軍家に仕えた家柄で、毅が日露戦争で戦功をあげたことが繁栄の礎となった。

## 参考文典
- 『華と修羅』 ヤングジャンプ・コミックス

## 単行本
- 原作：谷本和弘、漫画：井上紀良『華と修羅』集英社〈ヤングジャンプ・コミックス〉、全5巻
  1. 2010年10月19日発売 ISBN 978-4-08-879046-6
  2. 2011年01月19日発売 ISBN 978-4-08-879087-9
  3. 2011年04月19日発売 ISBN 978-4-08-879134-0
  4. 2011年07月19日発売 ISBN 978-4-08-879172-2
  5. 2011年08月19日発売 ISBN 978-4-08-879192-0